# (5097) Axford
Pour les articles homonymes, voir Axford.
(5097) Axford est un astéroïde de la ceinture principale.

## Description
(5097) Axford est un astéroïde de la ceinture principale. Il fut découvert le 12 octobre 1983 à la station Anderson Mesa par Edward L. G. Bowell. Il présente une orbite caractérisée par un demi-grand axe de 2,60 UA, une excentricité de 0,23 et une inclinaison de 3,9° par rapport à l'écliptique.

## Compléments